# Esecutori contro la Bestemmia
De Esecutori contro la Bestemmia of in het Nederlands Rechters tegen Godslastering, waren magistraten in de stad Venetië in de republiek Venetië. Hun ambt bestond van 1537 tot 1797 toen de republiek na de inval van Franse troepen ophield te bestaan. Protocollair bezaten de Esecutori dezelfde rang als andere magistraten benoemd door de Senaat van Venetië.
Het ambt van deze magistraten was erop gericht de goede zeden in de hoofdstad te verzekeren. Hun naam verwijst naar een van hun bevoegdheden: het vloeken tegengaan. Elke wijk (sestiere) had twee tot vier zulke rechters.

## Historiek

Embleem van de republiek Venetië

Reeds in de loop van de 15e eeuw verzuchtten de bestuurders dat twee zaken moeilijk uit te roeien waren in Venetië: het vloeken en het dragen van verwijfde Franse kledij. Destijds werd gevloek gestraft volgens de klasse van de bevolking: edelen en geestelijken werden licht gestraft alhoewel er rapporten bestaan hoe zij een maand vastgebonden werden aan een paal. Geestelijken met ongepast gedrag werden doorgaans overgedragen aan de patriarch van Venetië. Voor alle andere inwoners vielen de straffen zwaar uit: afsnijden van hand en tong, ogen uitsteken, ophanging of wegzending naar de galeien. Deze straffen werden uitgesproken door rechters, genoemd de Heren van de Nacht.
In 1537 werd een nieuwe magistratuur ingericht op basis van nieuwe wetgeving. Het ging om de Esecutori contro la Bestemmia benoemd door de Raad van Tien. Het onderscheid met de kerkelijke rechtbanken (inquisitie) werd in de wet gemaakt. In plaats van middeleeuwse straffen bestonden straffen voortaan hoofdzakelijk uit geldboetes en inbeslagnames. De dukaten werden gestort in de stadskas. Na de hervorming van de Raad van Tien werden de Esecutori contro la Bestemmia benoemd door de Senaat (1583). De Raad van Tien behield wel de mogelijkheid om edelen in beroepszaken te behandelen en zelfs, vanaf 1608, in eerste aanleg.
Andere vorstendommen in Italië deden pogingen om dit ambt uit Venetië te installeren. Het ging om het groothertogdom Toscane, het koninkrijk Napels en het hertogdom Savoye, later koninkrijk Piëmont-Sardinië. Daar kende het ambt nooit de werking die het in Venetië had.

## Bevoegdheden
- Toezicht rond kerken en kloosters om een zedelijke discipline te verzekeren in de buurt. Het was verboden te vloeken of obsceniteiten te roepen, te kaarten, balspelen te houden of linnen te drogen te leggen. Deze passage in de wet van 1537 moesten de Esecutori vaak inroepen. Zij lieten bordjes aan de kerkmuren hangen om dit verbod bekend te maken.
- Toezicht op verlovingen. Mannen die op bedrieglijke wijze hun verloofde om de tuin leidden, werden gestraft.
- Herlokaliseren en groeperen van prostitutiehuizen.
- Zij lichtten de wachters van de doge in over elk gerucht of oproer dat zich zou verspreiden over heel Venetië.
- Vreemdelingen in hotels en herbergen moesten zich laten registreren bij de hotelier. Wekelijks bracht de hotelier de lijsten binnen bij Raad van Tien. De meeste niet-Venetianen over wie het ging, waren joden. De Esecutori controleerden de hoteliers.

Na wetswijzigingen in de 17e eeuw kwamen daar nog bij:
- Toezicht op drukkerijen om de publicatie van pornografische geschriften tegen te gaan.
- Toezicht op theaterstukken in de talrijke theaterzalen van Venetië. Het was verboden om scènes uit de Bijbel na te spelen. Hiermee wilde de regering ingaan tegen satirische en ontluisterende Bijbelspektakels.
- Vervolging van weddenschappen over wie verkozen werd in politieke organen, met name in de Maggior Consiglio. Zulke weddenschappen werden illegaal.
- Veroordeling van schunnige taal bij edellieden. Andere zedenmisdrijven door edelen gingen rechtstreeks naar de Raad van Tien.
- Toezicht op huwelijken tussen twee Grieks-orthodoxe personen die weliswaar volgens de Rooms-katholieke ritus voltrokken werden.